# Uragano Dora
L'uragano Dora fu il primo e, per quanto si possa ricordare, l'unico uragano ad approdare sulla First Coast della Florida; più specificatamente nell'area metropolitana di Jacksonville. Prima di sbarcare nella Contea di St. Johns appena dopo la mezzanotte del 10 settembre 1964, nessun uragano era mai approdato in questa zona dal 1851.

## Storia della tempesta
Dora originò come una bassa pressione nella zona vicino a Capo Verde il 28 agosto. Il 2 settembre, la tempesta si trasformò velocemente in un uragano. Nella settimana prima dell'approdo, il movimento rallentò e i venti e i mari guadagnarono intensità. Nella notte del 9 settembre, l'occhio del ciclone passò su St. Augustine, con venti registrati a 110 miglia orarie all'approdo, facendo della tempesta una forte categoria 2.
La tempesta si fece strada attraverso la parte settentrionale dello stato prima di finalmente crearsi un passaggio verso la parte nord-est il 12 settembre. Appena si mosse verso la Georgia sud-orientale, l'intensità di Dora calò a tempesta tropicale prima di arretrare sopra la Georgia e la Carolina del Sud. Il sistema circolò ancora nell'Oceano Atlantico, ma a quel punto era disorganizzato e si dissipò completamente subito dopo.

## Impatto
I rifornimenti elettrici per Jacksonville e le altre città circostanti furono persi; furono reintegrati solo dopo sei giorni di black-out.
Dora causò solo un morto, ma fece circa $280 milioni di danni, primariamente dovuti all'ampio allagamento.
Il nome "Dora" è stato ritirato dalla lista degli uragani atlantici ed è stato sostituito con "Dolly" per la stagione degli uragani Atlantici del 1968.